# Амджад Алі Аазмі
Амджад Алі Аазмі (урду مفتى امجد على اعظمى) — індійський ісламський релігійний діяч, суддя, правник, Великий муфтій Індії. Написав 17 томів книги Бахар-е-Шаріат, енциклопедії з ісламського права — фікху. Ще три томи після його смерті дописали його учні.